# بيل كونينغهام (محامي أمريكي)
بيل كونينغهام (بالإنجليزية: Bill Cunningham)‏ هو محامي أمريكي، ولد في 11 ديسمبر 1947 في كوفينغتون في الولايات المتحدة.

## وصلات خارجية
- بيل كونينغهام على موقع إن إن دي بي (الإنجليزية)